# Jaunpur
Jaunpur är en stad i den indiska delstaten Uttar Pradesh, och är den administrativa huvudorten för distriktet Jaunpur. Staden ligger vid floden Gomati, 6 mil norr om Varanasi, och hade 180 362 invånare vid folkräkningen 2011. Jaunpur grundades av stormogulen Sher Shah. 